# Sima Qian
Sima Qian (ca. 145 v.Chr. - ca. 86 v.Chr.) was een Chinees historicus uit de Han-dynastie. Hij was de samensteller van de Shiji, het eerste Chinese werk dat de gehele op dat moment bekende Chinese geschiedenis beschreef. Hij wordt dan ook gezien als de vader van de Chinese geschiedschrijving.

## Traditionele bronnen voor zijn biografie
Voor de biografie van Sima Qian bestaan twee traditionele bronnen:
- Sima Qian eindigde zijn Shiji met een xu, een 'nawoord' (juan 130). Daarin beschrijft hij de herkomst van zijn familie en geeft biografische informatie over Sima Tan, zijn vader, gevolgd door een autobiografie. Ook vermeldt hij dat hij de Shiji had afgemaakt omdat hij daartoe opdracht van zijn vader had gekregen.
- Juan 62 van de Hanshu bevat eveneens een biografie van Sima Qian (Sima Qian zhuan, 司馬遷傳). Hoewel grotendeels hetzelfde als die in de Shiji, kunnen toch verschillen worden geconstateerd. Zo vermeldde Ban Gu dat Sima Qian na zijn bestraffing als functionaris werkzaam was in het paleis en dat de Shiji na zijn dood allengs bekend raakte. Tevens uitte Ban Gu een aantal punten van kritiek, zowel op het werk als op de persoon Sima Qian.

## Hofhistoriograaf

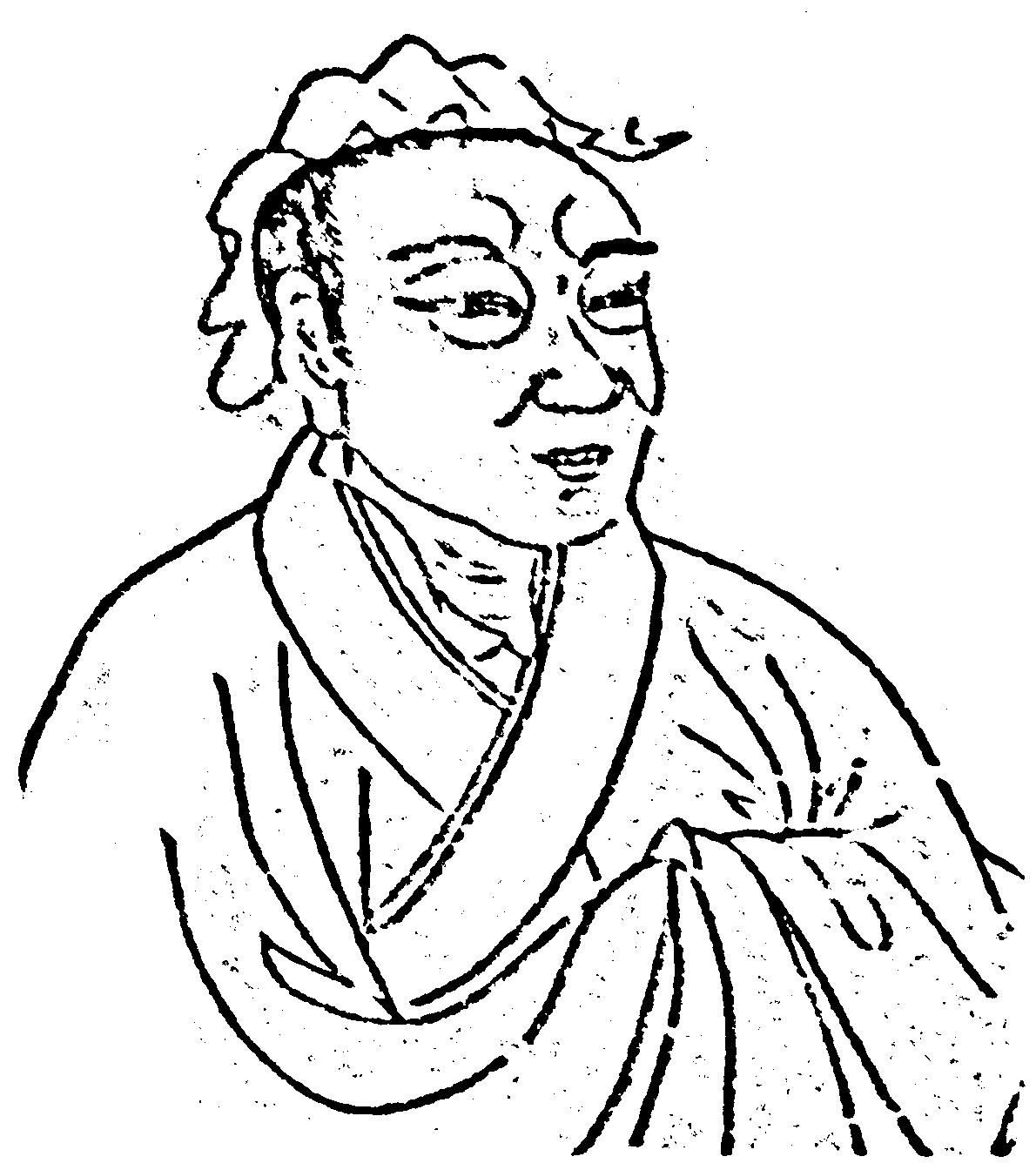
Portret van Sima Qian.

Sima Qian kwam uit een familie van astrologen, tevens optekenaars van historische gebeurtenissen. Zijn vader, Sima Tan, was tussen 140 en 110 v.Chr. in dienst van keizer Wu als taishi ling (太史令), de hofastronoom, hofastroloog en hofhistoriograaf, drie functies die in elkaar overliepen. Sima Qian is geboren in Longmen (龍門), nabij het huidige Hancheng in Shaanxi. Volgens zijn eigen autobiografie (juan 130) was hij op tienjarige leeftijd reeds in staat oude teksten op te zeggen. Vanaf zijn twintigste maakte hij, financieel ondersteund door zijn vader, uitgebreide reizen in het gebied van de Yangzi rivier. Hij was bijzonder geïnteresseerd in historische plaatsen. Na een periode van studie in de hoofdsteden van Qi en Lu werd hij benoemd tot hoffunctionaris (Langzhong, 郎中, 'Gentleman of the Palace'). Hij vergezelde militaire expedities die het westen en zuidwesten moesten onderwerpen. Op die manier bereikte hij in 111 Kunming in het huidige Yunnan. Zijn rapport werd na terugkomst aan de keizer overhandigd.
In 110 overleed zijn vader, Sima Tan. Als hoofd van de keizerlijke bibliotheek was hij begonnen met het verzamelen van historisch materiaal, waaruit hij uiteindelijk een geschiedkundig overzicht wilde samenstellen. Sima Qian kreeg van hem opdracht dat werk te voltooien. In 108 werd hij, als opvolger van zijn vader, benoemd tot taishi ling. Vanaf dat moment begon Sima Qian zelf met het verzamelen van bronnen, zowel uit de keizerlijke archieven als uit particuliere bibliotheken. Hieruit heeft hij uiteindelijk de Shiji samengesteld. Met betrekking tot een belangrijke historische bron, het Boek der Documenten, kreeg hij advies van Kong Angguo (孔安國), een directe afstammeling van Confucius en bewerker van de guwen-versie van dat werk.

## Nieuwe kalender

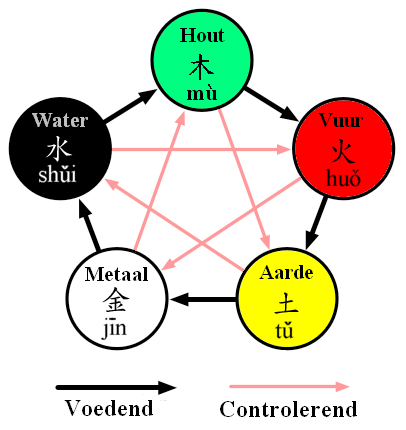
Volgens de controlerende cyclus van het Vijf Fasenmodel overwon aarde (Han) het water (Qin).

Volgens de Hanshu speelde Sima Qian, samen met Ni Kuan (兒寬, d. 103 v.Chr.) een belangrijke rol bij de voorbereidingen voor de invoering van een nieuwe kalender in 104 v.Chr. Dit was het gevolg van het geloof in de leer van de Vijf Fasen. Elke keizerlijke dynastie regeerde daarbij onder de bescherming van een van de vijf elementen hout, metaal, vuur, water en aarde. Voor de Qin-dynastie was dit element 'water' met de daarbij behorende kleur zwart. De Han-dynastie nam na de machtsovername dit element van Qin eerst over. Onder keizer Wu werd de roep luider om de Han-dynastie formeel onder bescherming te plaatsen van het element 'aarde', met de daarbij behorende kleur geel. Op die manier werd duidelijk dat Qin door Han was verslagen, net zoals 'aarde' het element 'water' overwint. Han werd zo tot legitieme opvolger van Qin verklaard. Onder de aanhangers van dit denkbeeld, dat voor het eerst werd geformuleerd door Gongsun Chen (公孫臣, rond 166 v.Chr.) en Jia Yi (賈誼, ca. 201 – ca. 169 v.Chr), bevond zich ook Sima Qian. Uiteindelijk werd de nieuwe kalender afgekondigd tijdens de winterwende van 104 v.Chr. en vormde het begin van de jaartitel Taichu (太初, 'verheven begin', 104-101 v.Chr.).

## Kwestie Li Ling
In 99 v.Chr. raakte Sima Qian betrokken bij de kwestie Li Ling (李陵, d. 74 v.Chr.). Li Ling was een generaal die een expeditiemacht tegen de Xiongnu had geleid. Toen een nederlaag onafwendbaar leek, bracht hij zijn manschappen in veiligheid en gaf zich vervolgens over aan de Xiongnu. Volgens keizer Wu had hij met zijn overgave aangegeven dat hij niet bereid was om te sneuvelen en daarom beschuldigde hij hem van desertie. Alle functionarissen aan het hof veroordeelden Li Ling voor zijn daad, met uitzondering van Sima Qian. Hoewel hij hem wel tot zijn bekenden rekende, beschouwde Sima Qian hem niet als een persoonlijke vriend. Desondanks verdedigde hij hem als een man die werd gerespecteerd door zijn manschappen en bereid was te sterven voor zijn land. Zijn daad was niet meer dan het onvermijdbare gevolg van de situatie waarin Li Ling terecht was gekomen. Ook bekritiseerde Sima Qian de veroordeling door de andere hoffunctionarissen. Zij konden dit makkelijk doen, omdat zij met hun families veilig in de hoofdstad woonden. De stellingname van Sima Qian werd echter beschouwd als indirecte kritiek op een zwager van keizer Wu, generaal Li Guangli (李廣利). Net als Li Ling had ook hij in 99 v.Chr. een expeditie tegen de Xiongnu geleid, maar had, na te zijn omsingeld, weten te ontsnappen. Sima Qian stond alleen in zijn kritiek en werd, omdat hij een mening had geuit die tegen die van de keizer in ging, veroordeeld tot castratie. Mogelijk kan die zware bestraffing worden verklaard door het kritisch commentaar dat Sima Qian had toegevoegd aan de Xiao Jing benji (annalen van keizer Jing). Dat hoofdstuk behandelde de activiteiten van keizer Jing, de vader van Wudi.
In een antwoord op een brief van zijn vriend Ren An (任安) uit 93 of 91 v.Chr. beschreef Sima Qian de schande die hij voelde vanwege zijn bestraffing. Hij bleef echter volhouden dat Li Ling onterecht was veroordeeld en dat hij was bestraft vanwege zijn kritiek op Li Guangli. Hij gaf aan onvoldoende financiële middelen te hebben gehad om zijn straf af te kopen. Ook kon hij geen zelfmoord plegen om zo zijn naam te zuiveren. Hij had immers de verplichting op zich genomen om het werk dat zijn vader begonnen was, af te maken.

## Na zijn overlijden

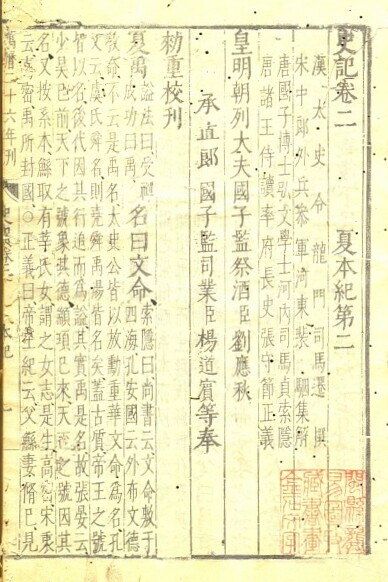
Pagina uit Shiji in een druk uit 1598.

Het jaar van overlijden van Sima Qian kan niet met zekerheid worden vastgesteld. Ook is het onduidelijk hoelang Sima Qian na zijn bestraffing nog aan Shiji heeft gewerkt. In zowel Shiji als Hanshu is een dialoog overgeleverd die Sima Qian zou hebben gehad met Hu Sui (壺遂). Hij was, net als Sima Qian, voorstander van wijziging van de kalender, omdat de Han-dynastie op dat moment reeds meer dan 100 jaar aan de macht was. In de dialoog verklaarde Sima Qian dat zijn historisch overzicht niet mocht worden vergeleken met de Lente- en Herfstannalen. Hij had niet de bedoeling om 'lof en blaam' (baobian, 褒貶) uit te delen, maar wilde slechts melding maken van de plaatsgevonden gebeurtenissen.
Na zijn dood hebben andere auteurs onderdelen toegevoegd aan Shiji. Zo vermeldde de historicus Liu Zhiji (661-721) de namen van in totaal vijftien geleerden die materiaal aan Shiji hebben toegevoegd. Hun aanvullingen gaan over de periode na de dood van Sima Qian. Desondanks dreigde het werk na zijn dood in de vergetelheid te raken. Zo maakte juan 30 (het bibliografisch hoofdstuk, yiwenzhi, 藝文志) van Hanshu geen melding van Shiji. Wel werd een ander aan Sima Qian toegeschreven werk vermeld. Dit niet bewaard gebleven werk bevatte fu (賦, 'rijmproza') met een omvang van acht bian. Pas onder de regering van de keizers Huan (r. 147-167) en Ling (r. 168-189) verwezen geschriften voor het eerst naar Shiji. Waarschijnlijk kon het werk pas vanaf dat moment worden gelezen zonder dat men in verband werd gebracht met de politieke misstap die Sima Qian had begaan. De eerste vermelding van Shiji als onderdeel van de 'Drie geschiedenissen' stamt uit de tijd van de Drie Koninkrijken.

## Eerbetoon

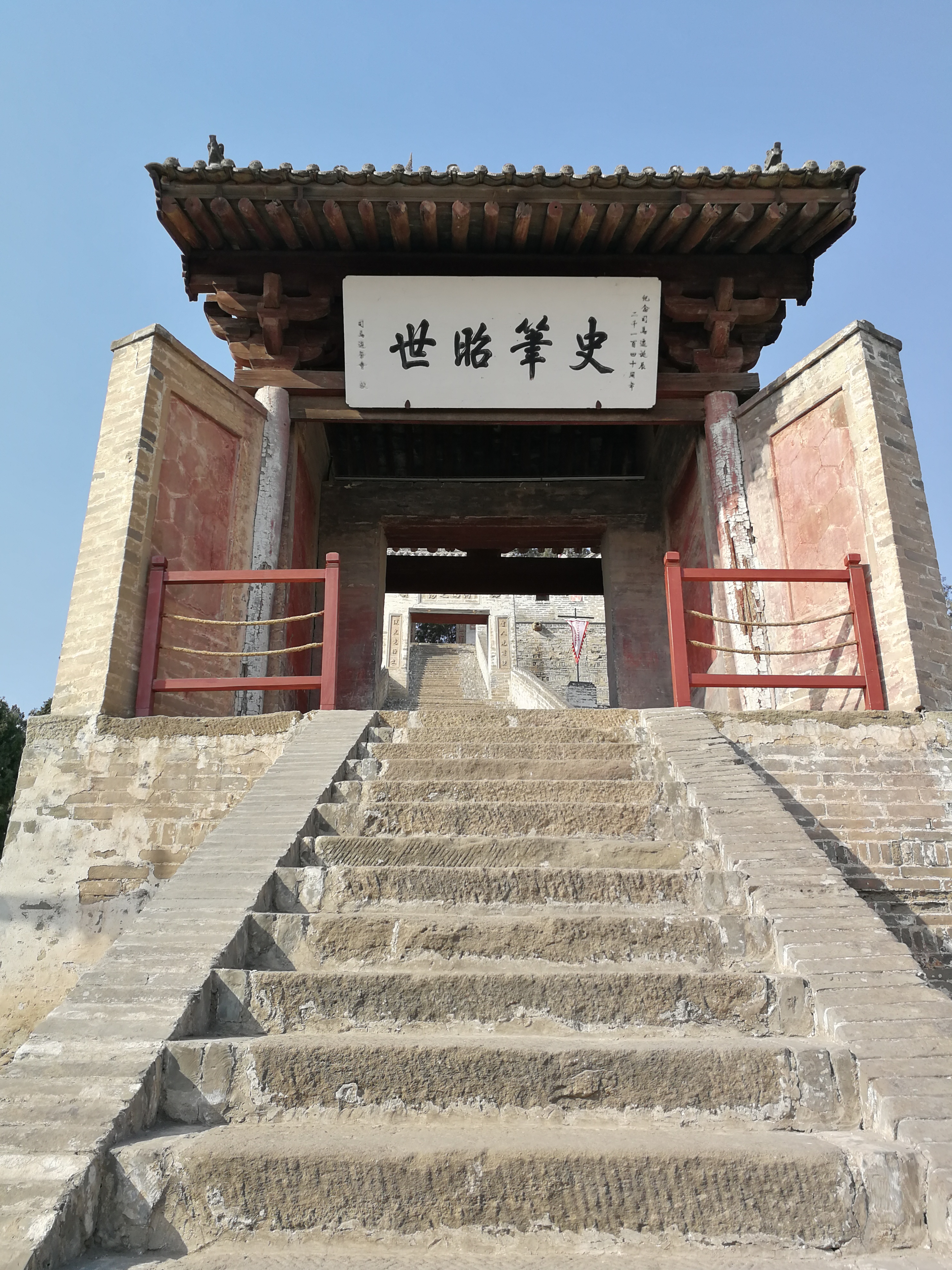
Grafombe van Sima Qian in Hancheng, Weinan, Shaanxi.

De graftombe van Sima Qian stamt uit de tijd van de Yuan-dynastie en bevindt zich samen met een tempel gewijd aan zijn voorouders op een heuvel ten zuiden van zijn geboorteplaats, het huidige Zhichuan in Hancheng, Shaanxi.
Planetoïde nr. 12620, ontdekt op 24 september 1960 door Kees van Houten, Ingrid van Houten-Groeneveld en Tom Gehrels vanuit het Palomar-observatorium, werd vernoemd naar de Chinese historicus en kreeg de naam Simaqian.
Sima Qian is afgebeeld in de Wu Shuang Pu, geschreven door Jin Guliang.